# ダマルケス・ジョンソン
ダマルケス・ジョンソン（DaMarques Johnson、1982年6月28日 - ）は、アメリカ合衆国の男性総合格闘家。ユタ州ウェストジョーダン出身。エリート・パフォーマンス所属。

## 来歴
高校卒業後は国家警備隊に入隊。2001年にブラジリアン柔術を始め、カーロス・マチャドの青帯を取得。2004年からはジェレミー・ホーンの下でレスリングとグラップリングを始めた。
2005年4月29日、プロ総合格闘技デビュー。

### TUF
2009年、リアリティ番組「The Ultimate Fighter」シーズン9にウェルター級選手として出場。レイ・エルブにTKO勝ちし、チーム・アメリカ入りを決めた。2回戦ではチーム・イギリスのディーン・アマシンガーに三角絞めで一本勝ち。準決勝ではチーム・イギリスのニック・オシピチェックに3-0の判定勝ちで決勝進出を決めた。

### UFC
2009年6月20日、UFC本戦初出場となったThe Ultimate Fighter: United States vs. United Kingdom Finaleの決勝でジェームス・ウィルクスと対戦し、チョークスリーパーで一本負けを喫し準優勝となった。
2009年12月12日、UFC 107でエドガー・ガルシアと対戦し、三角絞めで一本勝ち。サブミッション・オブ・ザ・ナイトを受賞した。
2010年4月10日、UFC 112でブラッド・ブラックバーンと対戦し、ミドルキックでTKO勝ち。ノックアウト・オブ・ザ・ナイトを受賞した。8月1日のUFC Live: Jones vs. Matyushenkoでは同じTUF出身のマット・リドルと対戦。自身の体重超過により172ポンド契約での試合となったが、2RにパウンドでTKO負けを喫した。
2011年1月22日、UFC: Fight for the Troops 2でマイク・ガイモンと対戦し、ボディシザースで一本勝ちを収めた。
2012年、3連敗でUFCからリリースされた。

## 戦績

### プロ総合格闘技
| 総合格闘技 戦績 | 総合格闘技 戦績 | 総合格闘技 戦績 | 総合格闘技 戦績 | 総合格闘技 戦績 | 総合格闘技 戦績 | 総合格闘技 戦績 |
| --------------- | --------------- | --------------- | --------------- | --------------- | --------------- | --------------- |
| 28 試合         | (T)KO           | 一本            | 判定            | その他          | 引き分け        | 無効試合        |
| 15 勝           | 6               | 7               | 2               | 0               | 0               | 0               |
| 13 敗           | 4               | 7               | 2               | 0               | 0               | 0               |

| 勝敗 | 対戦相手                 | 試合結果                                 | 大会名                                                                                          | 開催年月日     |
| ×    | イアン・ウィリアムズ     | 5分3R終了 判定1-2                        | Cage Warrior Combat 9                                                                           | 2013年11月2日  |
| ×    | グンナー・ネルソン       | 1R 3:34 リアネイキドチョーク             | UFC on Fuel TV 5: Struve vs. Miocic                                                             | 2012年9月29日  |
| ×    | マイク・スウィック       | 2R 1:20 KO（パウンド）                   | UFC on FOX 4: Shogun vs. Vera                                                                   | 2012年8月4日   |
| ×    | ジョン・マグワイア       | 2R 4:40 腕ひしぎ十字固め                 | UFC on Fuel TV 2: Gustafsson vs. Silva                                                          | 2012年4月14日  |
| ○    | クレイ・ハービソン       | 1R 1:34 KO（左ストレート→パウンド）      | UFC on FOX 1: Velasquez vs. dos Santos                                                          | 2011年11月12日 |
| ×    | アミール・サダロー       | 2R 3:27 ギブアップ（グラウンドの肘打ち） | UFC Fight Night: Nogueira vs. Davis                                                             | 2011年3月26日  |
| ○    | マイク・ガイモン         | 1R 3:22 ボディシザース                   | UFC: Fight for the Troops 2                                                                     | 2011年1月22日  |
| ×    | マット・リドル           | 2R 4:29 TKO（パウンド）                  | UFC Live: Jones vs. Matyushenko                                                                 | 2010年8月1日   |
| ○    | ブラッド・ブラックバーン | 3R 2:08 TKO（ミドルキック）              | UFC 112: Invincible                                                                             | 2010年4月10日  |
| ○    | エドガー・ガルシア       | 1R 4:03 三角絞め                         | UFC 107: Penn vs. Sanchez                                                                       | 2009年12月12日 |
| ×    | ジェームス・ウィルクス   | 1R 4:54 チョークスリーパー               | The Ultimate Fighter: United States vs. United Kingdom Finale 【ウェルター級トーナメント 決勝】 | 2009年6月20日  |
| ×    | ライアン・ウィリアムス   | 5分3R終了 判定                           | Extreme Challenge 109                                                                           | 2008年10月18日 |
| ○    | ブランドン・オルセン     | 2R 1:31 三角絞め                         | Throwdown Showdown 2: The Return 【TSウェルター級王座決定戦】                                   | 2008年9月26日  |
| ○    | ロン・ヴィンセント       | 1R 2:36 TKO（パンチ連打）                | Jeremy Horn's Elite Fight Night 3                                                               | 2008年7月12日  |
| ○    | ハロルド・ルキャンビオ   | 1R 1:53 三角絞め                         | Throwdown Showdown 1: Showdown                                                                  | 2008年4月18日  |
| ○    | スターリン・ニイツマ     | 1R 2:05 KO（パンチ）                     | Jeremy Horn's Elite Fight Night 1                                                               | 2008年4月5日   |
| ○    | ウィリアム・レイトン     | 1R 0:55 TKO（打撃）                      | UCE Round 28: Episode 2                                                                         | 2007年10月13日 |
| ×    | コート・マッギー         | 3R 1:50 ギロチンチョーク                 | UCE Round 26: Finals                                                                            | 2007年6月16日  |
| ○    | ハンク・ウェイス         | 2R 1:15 ギブアップ（打撃）               | UCE Round 26: Episode 9 Day 2                                                                   | 2007年6月2日   |
| ○    | ハロルド・ルキャンビオ   | 3分3R終了 判定3-0                        | UCE Round 25: Finals                                                                            | 2007年3月17日  |
| ×    | ジャスティン・ライト     | 1R 4:27 TKO（打撃）                      | UCE Round 23: Episode 7 Day 2                                                                   | 2006年11月11日 |
| ○    | ティム・パンター         | 2R TKO（パンチ連打）                     | UCE Round 23: Episode 3                                                                         | 2006年10月14日 |
| ×    | ジャスティン・ライト     | 2R 1:48 三角絞め                         | UCE Round 18: Episode 6                                                                         | 2005年12月10日 |
| ○    | デイヴィッド・ロドリック | 1R 1:51 ギブアップ（パンチ連打）         | KOTC: Shock & Awe                                                                               | 2005年10月1日  |
| ×    | ブロック・ラーソン       | 3R 1:02 V1アームロック                   | Extreme Challenge 63                                                                            | 2005年7月23日  |
| ×    | ポール・パーセル         | 1R 0:17 TKO（パンチ連打）                | XFC: Dome of Destruction 1                                                                      | 2005年4月29日  |

### アマチュア総合格闘技
| 勝敗 | 対戦相手               | 試合結果                | 大会名                                                                                     | 開催年月日    |
| ○    | ニック・オシピチェック | 5分3R終了 判定3-0       | The Ultimate Fighter: United States vs. United Kingdom 【ウェルター級トーナメント 準決勝】 | 2009年2月23日 |
| ○    | ディーン・アマシンガー | 1R 1:49 三角絞め        | The Ultimate Fighter: United States vs. United Kingdom 【ウェルター級トーナメント 2回戦】  | 2009年2月6日  |
| ○    | レイ・エルブ           | 1R 4:08 TKO（パウンド） | The Ultimate Fighter: United States vs. United Kingdom 【ウェルター級トーナメント 1回戦】  | 2009年1月22日 |

## 獲得タイトル
- TSウェルター級王座（2008年）

## 表彰
- ブラジリアン柔術 茶帯
- UFC ノックアウト・オブ・ザ・ナイト（1回）
- UFC サブミッション・オブ・ザ・ナイト（1回）